# 钟文法
钟文法（1914年—2001年），江西兴国人，中国人民解放军将领、中国人民解放军开国少将。
曾任中国人民解放军55军政治部主任。1955年，授予中国人民解放军少将。